# Xiaomi・SU7
Xiaomi SU7（中：小米SU7）は、Xiaomiが開発・販売するBEVのセダンである。総合家電メーカーの同社初の自動車であり、自社の自動車工場で生産される。「SU」は「Speed Ultra」の略である。

## 年表
2021年3月、Xiaomiは電気自動車市場に参入する意向を発表した。雷軍CEOは、同社がこのプロジェクトに今後10年間で約100億米ドルの投資を想定すると説明。開発拠点として、全額出資子会社「小米汽車」が北京経済技術開発区に設立された。
2023年8月、中国国家発展改革委員会から車両生産許可を取得した。
同年12月28日、小米汽車として初となる技術発表会を開催し、開発中のEVセダン「SU7」を初公開した。同時に雷軍CEOは、今後15〜20年かけて努力を続け、小米汽車を世界トップ5の自動車メーカーとする方針を示した。
2024年3月28日、小米汽車は「SU7」の発表会を開き、同日から発売すると発表した。価格は標準モデルで21万5900元（約450万円）、上位グレードの「Pro」で24万5900元（約515万円）、上位モデル「MAX」は29万9000元（約630万円）に設定した。最初の27分間で5万件の注文が入ったという。
同年10月28日、トラック用に開発された「Xiaomi SU7 Ultra プロトタイプ」は、ニュルブルクリンクで6分46秒874を記録し、最も速い4ドアカーのラップ記録を刷新した（ただしプロトタイプである点に留意）。翌29日には、「SU7 Ultra」の市販版を発表し、予価は81万4900元（約1700万円）とした。
2025年3月29日夜、中国安徽省の高速道路でSU7がガードレールに衝突して炎上し、乗車していた大学生3人が死亡するという事故が発生。「ナビゲート・オン・オートパイロット（NOA）」による運転支援機能を使った状態で走行していた。

## 仕様
SU7には、「SU7」と「SU7 MAX」の2モデルが設定される。車体は共通で、空気抵抗係数（Cd値）は0.195と世界の量産車で最も低い。車体デザインチームはBMWから引き抜かれた李田原が率いており、デザインコンサルタントには元BMWのクリス・バングルが就いた。
標準仕様のSU7は1機のモーターで後輪を駆動し、最高出力は299PS、0-100km/h加速時間は5.28秒、航続距離は668km。バッテリーパックは、BYD製の73.6kWhリン酸鉄リチウム（LFP）系電池を採用し、急速充電400Vに対応、15分間の充電で330km分をチャージできる。ProグレードではCATL製の94.3kWhLFP系電池が搭載され、航続距離は830kmになる。
SU7 MAXは前後2機のモーターで全輪を駆動し、最高出力は673PS、0-100km/h加速時間は2.78秒、航続距離は800km。バッテリーパックはCATL製の三元系電池を採用し、急速充電は800Vまで対応、15分間の充電で510km分チャージできる。
コックピットには16.1インチの中央制御スクリーン、56インチの超大型ヘッドアップディスプレー（HUD）、回転式の計器ディスプレーを備える。後部座席にはXiaomiのタブレット端末「Mi Pad」を搭載。米クアルコムの車載用チップ「Snapdragon 8295」を採用して5つの画面を連携させる。また、独自の「Xiaomi HyperOS」を搭載し、スマートエコシステムを人間×クルマ×家に広げる。
「シャオミ・パイロット」と呼ぶ運転支援システムは、LiDAR（ベースモデルは非搭載）、3基のミリ波レーダー、11基の高精細カメラ、12基の超音波センサーを搭載。Nvidiaのチップで処理を行い、レベル2の運転支援システムや駐車アシストを提供する。

### SU7 Ultra

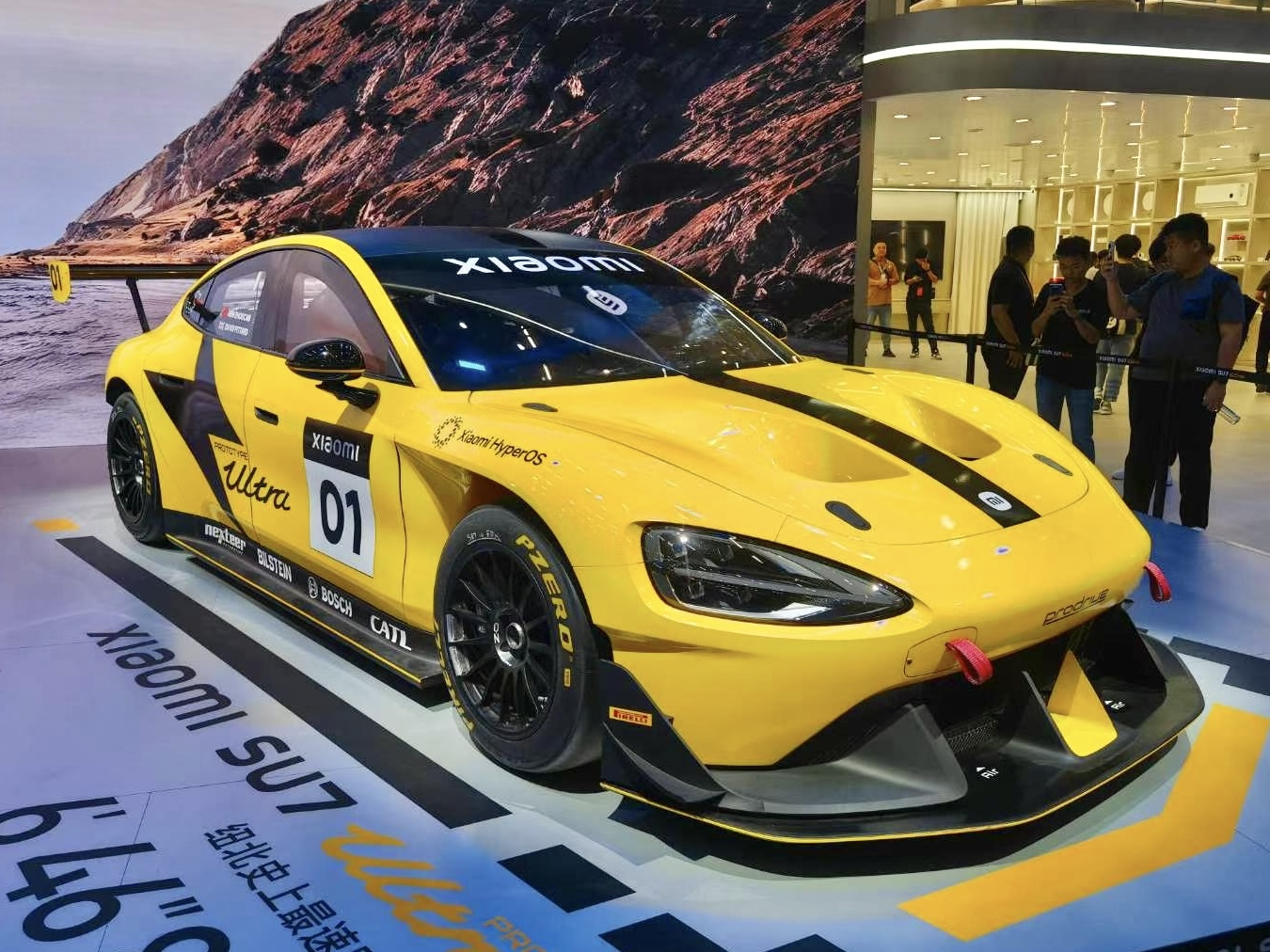
Xiaomi SU7 Ultra プロトタイプ

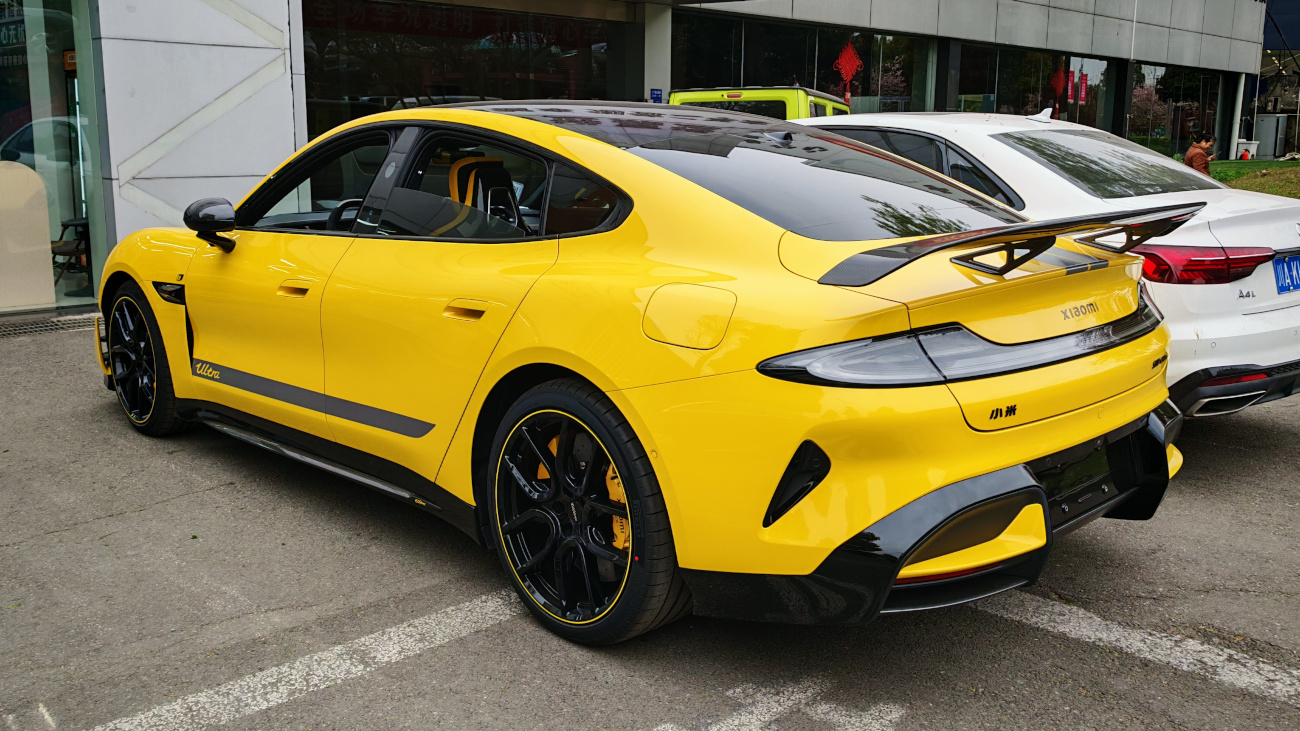
Xiaomi SU7 Ultra（リア）

Xiaomiは2024年7月にニュルブルクリンクトラックでの競争を表明し、2024年10月にニュルブルクリンクでノンプロダクションラップ記録を挑むプロトタイプカーを使用、2025年にはニュルブルクリンクでプロダクションカーラップ記録を正式に目指すプロダクションモデルを使用する計画を発表した。
SU7 Ultra プロトタイプは、Xiaomi EVが独自開発した578PSを出力するV8sを2つと392PSを出力するV6sを1つ搭載した3モーター4WDシステムを特徴としており、最大1,548PS・1,770Nmを発揮する。これにより、0-100 km/h加速時間は1.97秒、最高速度は350 km/h超とする。また、車体へのカーボン使用や巨大なウイング等の採用により、車両重量は1900kgに抑えられる一方で、2145kgにもおよぶダウンフォースを獲得しているという。
2024年10月28日に発表された量産車バージョンでは、動力システムをプロトタイプと同様にしながらも、控えめなエアロおよび冷却パッケージが搭載され、最高速度も333km/hに制限することで、公道での使用を可能にしている。バッテリーパックはCATL製93.7kWhが採用され、航続距離は620kmになる。
2025年6月、レースゲーム「グランツーリスモ7」に収録されることが発表された。

## 不具合

### パーキングアシスト機能の異常
2024年10月30日、SU7でパーキングアシスト機能のメジャーアップデートが適用された。2024年11月14日、SU7でパーキングアシスト機能の異常による事故が多発した。半月前に同機能は少なくとも70台以上で衝突や擦り傷が発生し、他車との接触事故も報告されている。

### 「ナビゲート・オン・オートパイロット（NOA）」による事故
2025年3月29日夜、中国安徽省の高速道路で、大学生3人が「ナビゲート・オン・オートパイロット（NOA）」による運転支援機能を使った状態で、時速116kmで走行していた。NOAが障害物を検知し、減速を開始した1秒後に、NOAから手動運転に切り替わり、その後1-2秒後に高速道路の中央分離帯に衝突した。衝突後、フロント部分はほぼ全損した。さらにドアがロックされ、バッテリーが爆発炎上し、乗車していた3人が焼死した。
4月1日、シャオミグループは中国のSNS「Weibo（微博）」で「運転システムは障害物を検知後に警告を発し、減速を開始した。ドライバーが車両を手動運転に切り替えた」と発表した。電気自動車用バッテリーメーカーであるCATL（寧徳時代）は、事故車両には自社のバッテリーが使用されていないことを発表。
この事故をうけて5月5日、Xiaomiは公式サイトでインテリジェント運転の名称をアシスト運転に変更した。SU7モデルの「Xiaomi Smart Driving Pro」が「Xiaomi Assisted Driving Pro」に、SU7 Pro/Maxモデルの「Xiaomi Smart Driving Max」が「Xiaomi End to End Assisted Driving Pro」に名称が変更された。

### オプション部品の虚偽
シャオミグループは、SU7 Ultraのオプションとして「デユアルベント付きカーボンファイバーフード」を巡り「不明瞭な宣伝」があったとして謝罪した。このオプション部品は内部にエアダクトがないことが判明したことを受け、SU7 Ultraの所有者約４００人が払い戻しを求めている。